# Rari Nantes Savona
El Rari Nantes Savona es un club italiano de waterpolo.

## Historia
El club fue fundado en 1948 en la ciudad de Savona al norte de Italia.
Entre sus deportistas destacados en sus filas contó con la presencia de Manuel Estiarte de 1989 a 1991.

## Palmarés
- 3 veces campeón del campeonato de Italia de waterpolo masculino (1991 - 1992 - 2005)
- 3 veces campeón de la copa de Italia de waterpolo masculino (1990 - 1991 - 1993)
- 3 veces campeón de la copa LEN de waterpolo masculino (2005, 2011, 2012)[2]